# مايك ارتشر (لاعب كرة قدم أمريكية)
مايك ارتشر (بالإنجليزية: Mike Archer)‏ هو لاعب كرة قدم أمريكية أمريكي، ولد في 26 يوليو 1953 في ولاية كوليج في الولايات المتحدة.